# Quentin Durward (sèrie de televisió)
Quentin Durward és una sèrie de televisió del gènere swashbuckler (d'espadatxins) franco-germànica basada en la novel·la de Walter Scott, Quentin Durward. Fou produïda el 1970 i el seu director fou Gilles Grangier. Els seus protagonistes foren l'actor alemany Amadeus August i l'actriu francesa Marie-France Boyer, en el paper d'Isabelle de Croye.
La sèrie tracta sobre un soldat escocès que serveix al rei Lluís XI de França (1423-1483) quan aquest estava enfrontat amb els seus rivals Carles I de Borgonya i Jean de la Balue. La sèrie de televisió segueix la novel·la homònima i es va gravar en localitzacions històriques de França. La versió francesa té 7 episodis de 52 minuts i la versió alemana té 13 episodis d'uns 25 minuts. Les dues versions es poden trobar en DVD.

## Argument
En un monestir escocès, durant el dia de l'ordenació d'un sacerdot, Quentin Durward, un noble jove està a l'espera de ser consagrat. Els monjos li demanen que dediqui la seva vida a Déu per a salvar-la. Se li recorda que ell hauria d'haver mort si no l'haguessin salvat els monjos i que per això els havia fet una promesa solemne. Quan els monjos renyen el jove Quentin, el públic s'assabenta que el seu clan ha desaparegut com a resultat d'una disputa. El clan enemic que va matar els familiars de Quentin està decidit de totes totes a acabar amb el seu llinatge. Per això, l'única via de salvament que li queda és jurar viure en celibat. Tot i això, quan ataquen el monestir, Quentin fuig dels seus perseguidors i arriba al Canal de la Mànega. Va cap a França perquè el seu únic parent viu és el seu oncle Lludovic Cunningham (interpretat per Noël Roquevert), que és un membre de la Guàrdia Escocesa. Al mateix temps, Isabelle de Croye, que també és orfe, fuig del Regne de Borgonya per a eludir un matrimoni concertat i també troba refugi a França. A allà es troben, s'enamoren i s'acaben casant a l'Abadia de Notre Dame de Morienval després de moltes aventures.

## Galeria
Fotos de les localitzacions de la sèrie:

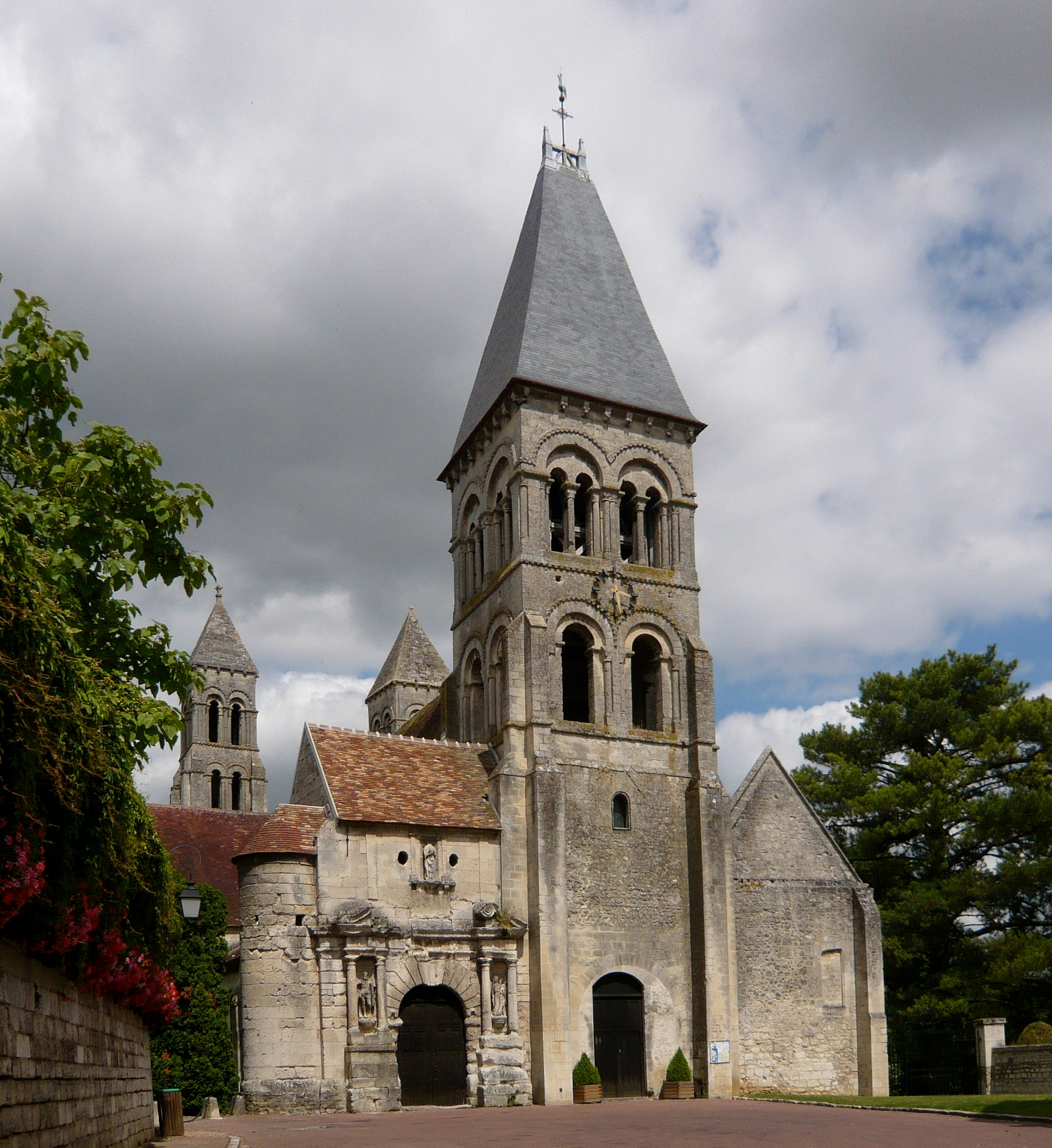
The Abbey Notre Dame de Morienval.
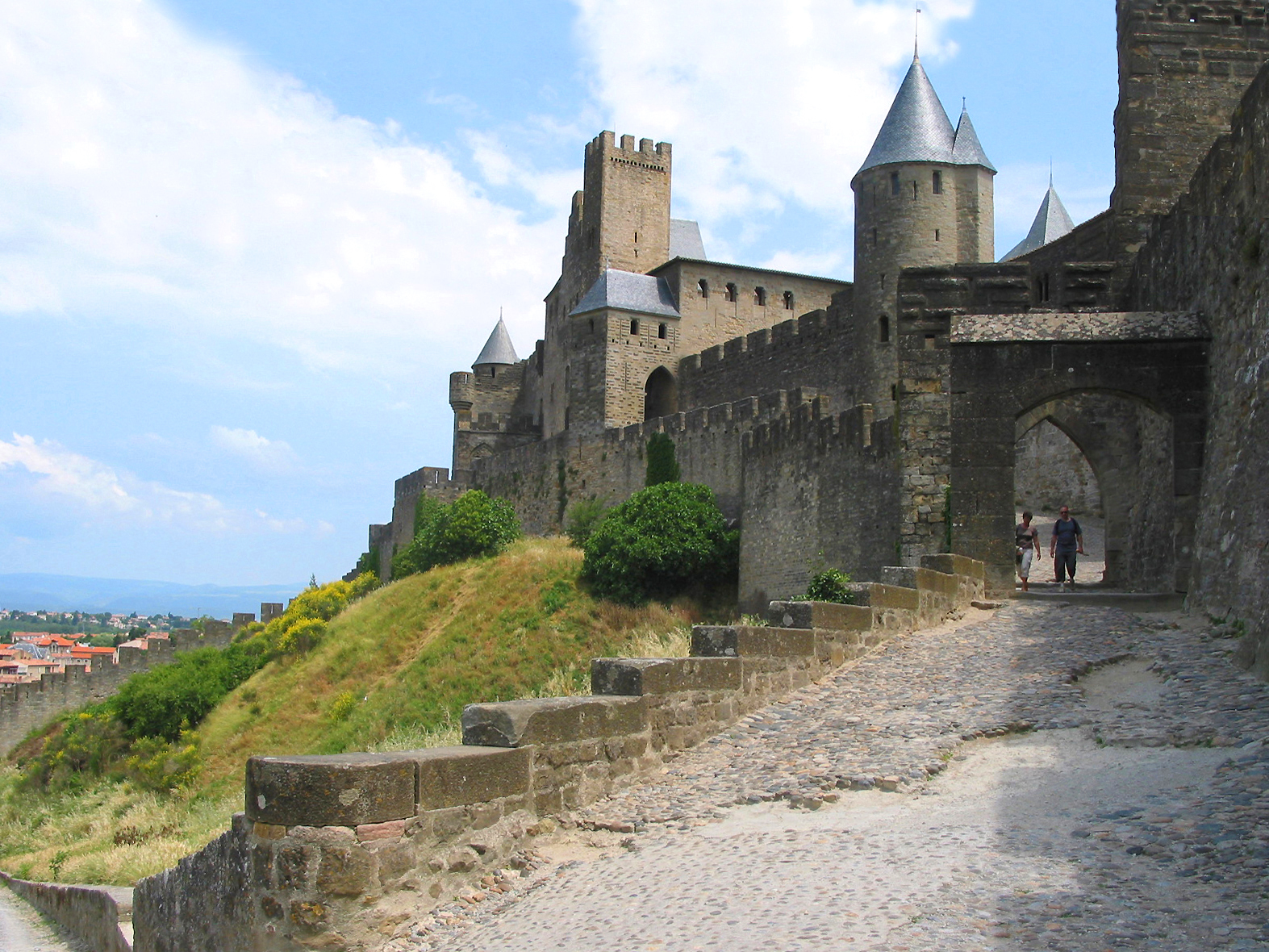
Ciutat fortificada de Carcassona.
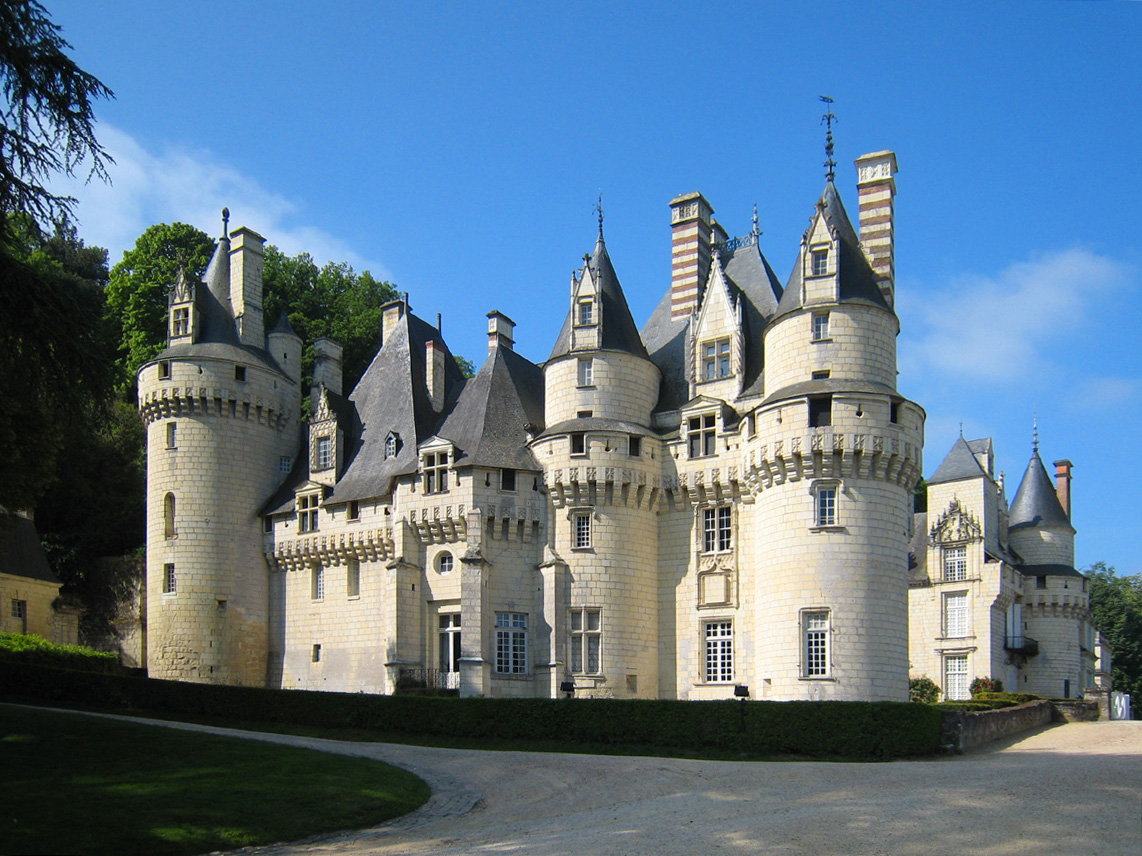
Castell d'Ussé.
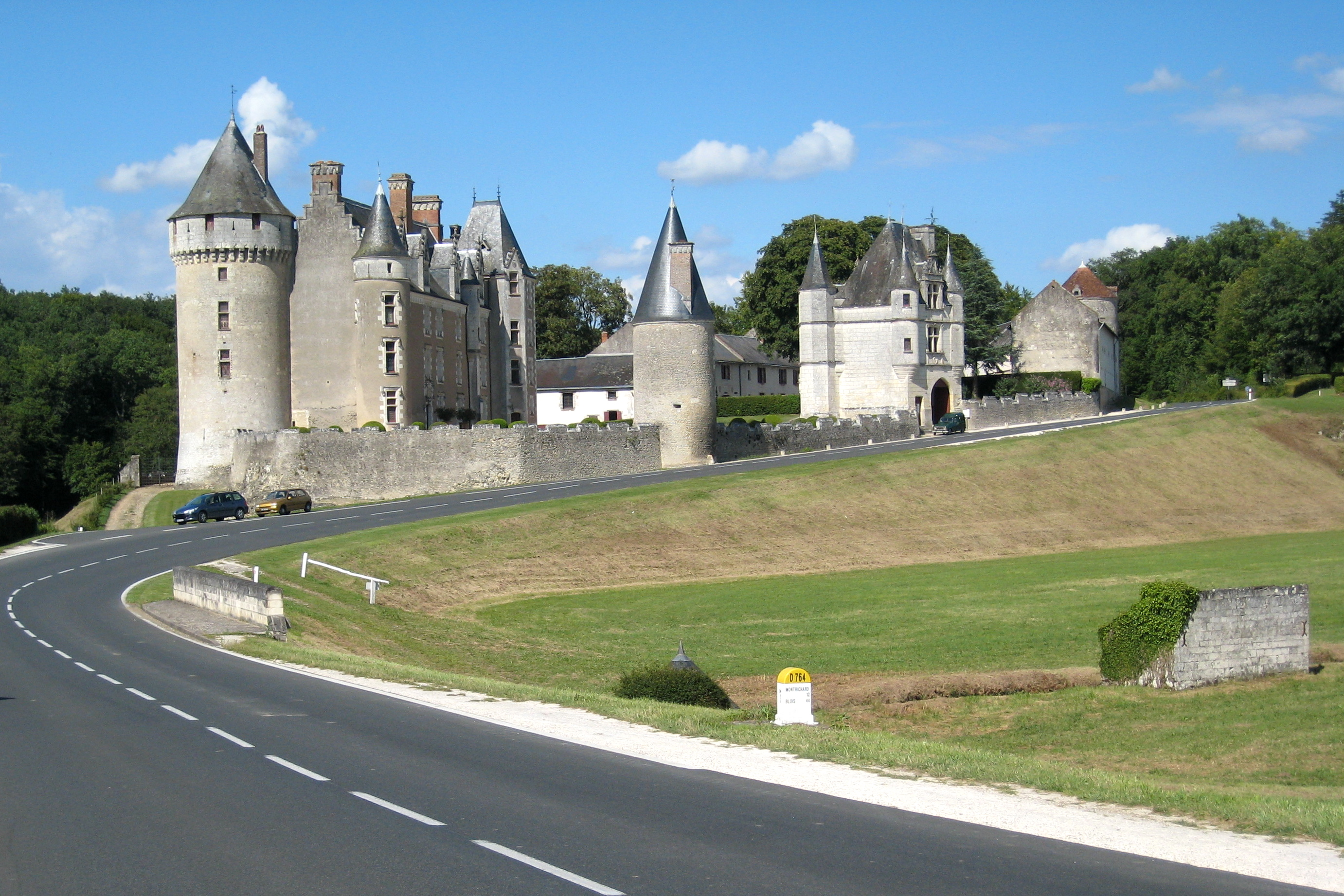
Castell de Montpoupon

## Càsting
- Amadeus August: Quentin Durward
- Marie-France Boyer: Isabelle de Croye
- Noël Roquevert: Ludovic Lesly
- Lilliam Sabatier: Carles I de Borgonya
- Michel Vitold: Lluís XI de França
- Roger Pigaut: Joan d'Orleans
- Denis Savignat: El Duc d'Orleans
- André Valmý: Olivier le Daim
- Robert Party: Comte de Campobasso
- Clarisse Deudon: Harmeline de Croye
- Claire Maurier: Marion
- Philippe Avron: Bertran
- Georges Marchal: crèvecoeur
- Jacques Monod: Jean Balue
- André Oumansky: Leyradin
- Guy Kerner: Tristany l'hermità